# Revolta dels pueblo
La Revolta dels Pueblo, —Pueblo Revolt of 1680 —també coneguda com a Popé's Rebellion en anglès — va ser un aixecament de la majoria dels amerindis pueblo contra els colonitzadors de l'Imperi Espanyol a la província de Santa Fe de Nou Mèxic, a l'actual Nou Mèxic. La revolta dels Pueblo va matar 400 espanyols i va fer marxar la resta dels 2.000 colons fora de la província de Santa Fe. Dotze anys més tard, els espanyols van tornar a reocupar Nou Mèxic amb poca oposició.

## Antecedents

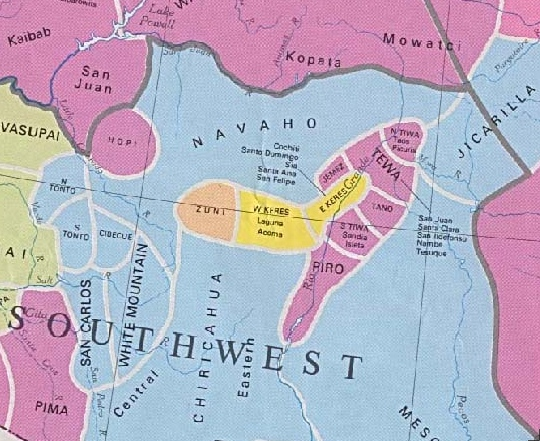
Ubicació de les localitats dels Pueblo a l'antic Nou Mèxic.

Amb l'establiment del primer assentament colonial permanent l'any 1598, els Pueblo van ser forçats a donar tributs als colonitzadors en forma de treball, cereals i productes tèxtils. Aviat es va establir el sistema d'Encomienda al llarg del Río Bravo. Els frares franciscans establiren teocràcies catòliques a les localitats del Pueblo en contra de la religió tradicional dels Pueblo. Per exemple el frare Alonso de Posada (a Nou Mèxic 1656–1665) prohibí les danses Kachina dels Pueblo i ordenà que es cremessin les. També els frares franciscans van prohibir l'ús tradicional cerimonial de drogues enteogèniques L'oficial militar Nicolas de Aguilar, que intentà limitar el poder dels frares franciscans va ser acusat d'heretge per la Inquisició.
A la dècada de 1670 la secada afectà la regió i causà la fam entre els Pueblo incrementant les ràtzies de l'Apatxe. El frare Alonso de Benavides va escriure diverses cartes al rei d'Espanya descivint les dures condicions. El descontentament entre el Pueblo va arribar al zenit l'any 1675. El Governador Juan Francisco Treviño ordenà arrestar 47 xamans del Pueblo acusats de practicar la bruixeria. Quatre xamans van ser sentenciats a mort els altres fuetejats i empresonats. Quan la notícia va arribar als dirigents dels Pueblo es van desplaçar a Santa Fe, on es mantenia els presoners i el Governador, amb els soldats lluny lluitant contra els apatxes, va accedir a la demanda d'alliberar-los Entre els alliberats estava San Juan (OKhay), que els Pueblo anomenaven "Popé".

## Rebel·lió
A continuació del seu alliberament, Popé, junt amb altres dirigents dels Pueblo, va planificar i orquestrà la Revolta dels Pueblo. Popé va passar cinc anys cercant suport per a la revolta entre les 46 localitats Pueblo. Va obtenir el suport dels tiwa, tewa, towa, tano, i els keres de la Vall del Rio Grande. També s'hi uniren els pecos així com els zuni i els hopi, que estaven més lluny, a l'oest, de la Vall del Rio Grande. Els Pueblo que no es van unir a la revolta van ser les tribus tiguex prop de Santa Fe i els Piro Pueblo prop de l'actual ciutat de Socorro, Nou Mèxic. Els Tiwa meridionals i els Piro estaven més integrats dins la cultura espanyola que la resta dels Pueblo. La població espanyola era d'unes 2.400 persones i incloïa mestissos i criats amerindis, Santa Fe era l'únic lloc que era més o menys una ciutat. Els espanyols només van poder reunir 170 homes armats. El contingent dels pueblo era d'unes 2.000 persones capaces d'utilitzar les armes tradicionals ameríndies com els arcs i les fletxes. És possible que també alguns navahos participessin en la Revolta.
La revolta dels Pueblo era la típica rebel·lió mil·lenarista colonial. Popé va prometre que un cop morts o expulsats els espanyols, els antics déus dels Pueblo els recompensarien amb salut i prosperitat. El pla de Popé era que els habitants de cada localitat Pueblo s'aixequessin i s'encarreguessin de matar els espanyols de la seva zona i després tots ells junts marxarien cap Santa Fe a matar la resta d'espanyols. La data escollida era l'11 d'agost de 1680. Popé va enviar correus a tots els Pueblo portant cordes amb nusos a manera de calendari. Tanmateix, el 9 d'agost els Tiwa meridionals van avisar de la revolta als espanyols i van capturar dos joves Pueblo Tesuque que torturats van revelar el significat de les cordes de nusos.

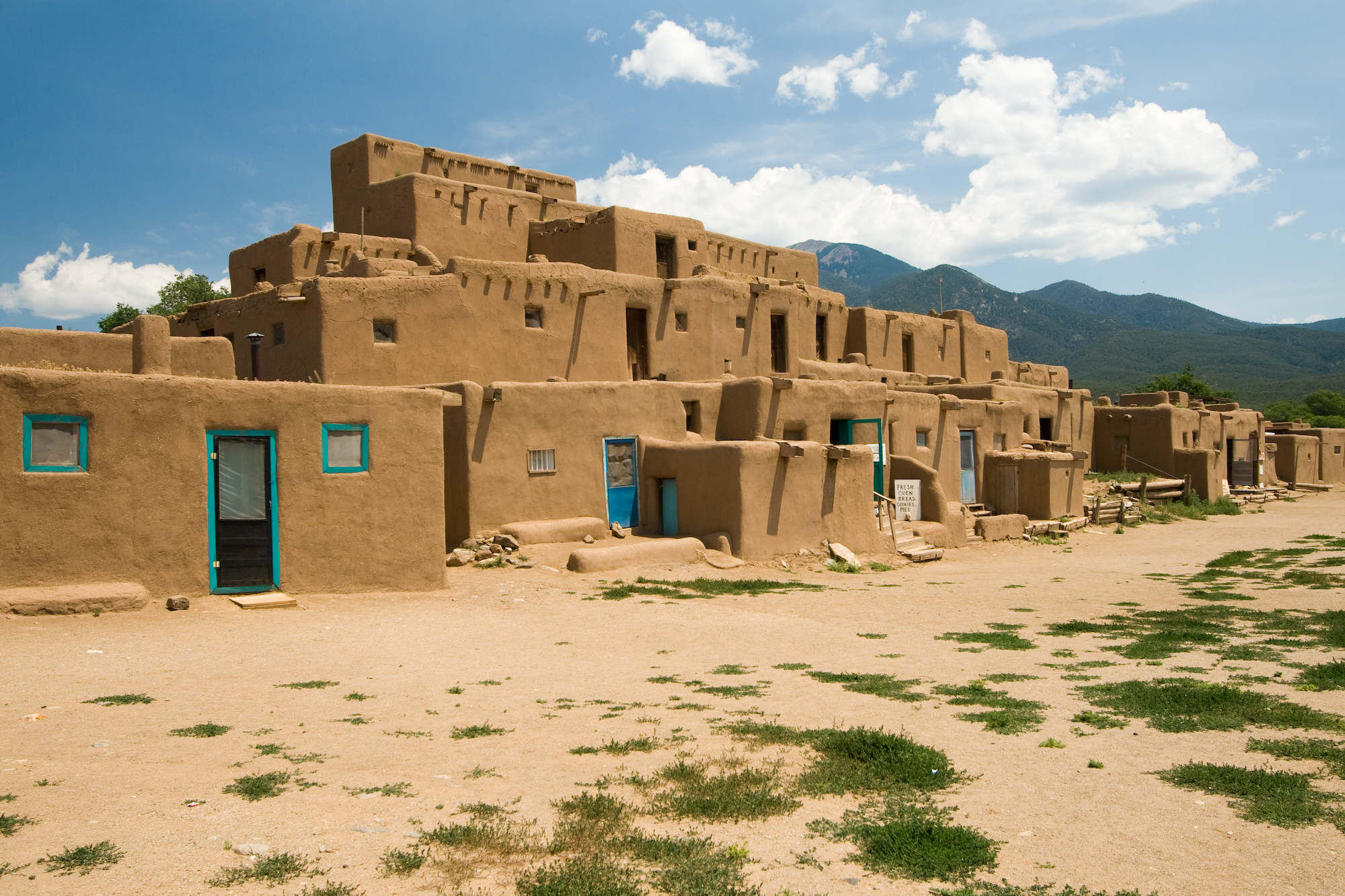
Pueblo Taos que va servir de base a Popé durant la revolta.

Aleshores Popé va ordenar que la revolta comencés un dia abans. Els Hopi de les remotes Hopi Mesas d'Arizona no van rebre la notícia de l'avançament i van seguir el pla anterior. El 10 d'agost, els Pueblo s'aixecaren, robaren cavalls i bloquejaren els camins que portaven cap Santa Fe, i saquejaren els assentaments dels espanyols. Hi van morir un total de 400 persones incloent dones, infants i 21 dels 33 de les missions de Santa Fe de Nou Mèxic. Els supervivents es dirigiren a Santa fe i Isleta Pueblo, 10 milles al sud d'Albuquerque i una de les localitats dels Pueblo que no va participar en la revolta. El 13 d'agost tots els assentament espanyols de Nou Mèxic havien estat destruïts i Santa Fe va estar sotmesa a setge. El 21 d'agost el Governador Antonio de Otermín i els seus homes armats van sortir del Palau del Governador i van fer retirar als Pueblo a continuació el governador va fer sortir els habitants de Santa Fe i van anar a El Paso del Norte sense ser atacats ja pels Pueblo.

## Després de la revolta

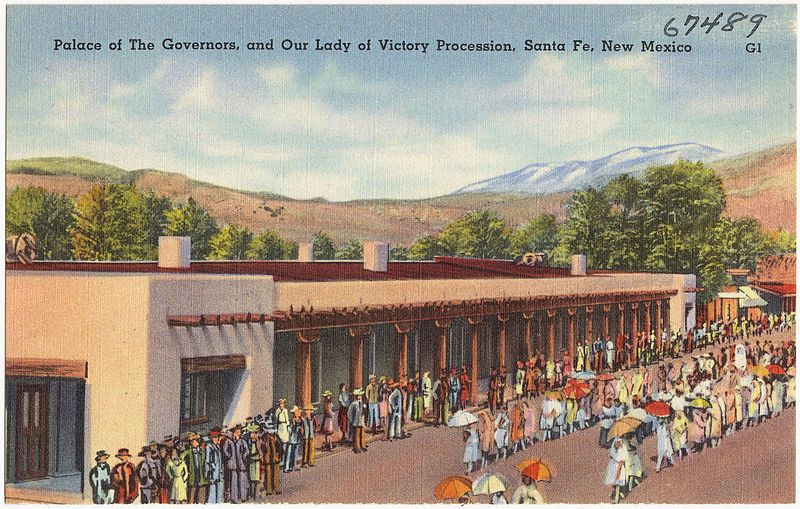
Palau del Governador a Santa Fe.

La retirada dels espanyols va deixar Santa Fe de Nou Mèxic en poder dels Pueblo. Popé és un personatge misteriós en la historia del sud-oest estatunidenc i hi ha molts relats entre els Pueblo sobre el que va passar després de la revolta.
Aparentment, Popé i els seus dos lloctinents, Alonso Catiti de Santo Domingo i Luis Tupatu de Picuris, van anar a cada localitat ordenat el retorn "a l'estadi de la seva antigot." S'havien de destruir totes les creus i imatges cristianes. La gent havia de purificar-se mitjançant els banys rituals tradicionals, els Pueblo havien d'utilitzar els seus noms de fonts i destruir els vestigis de la religió catòlica i de la cultura espanyola, incloent els animals de ramaderia espanyols i els seus arbres fruiters. Es diu que Popé també va prohibir sembrar els europeus blat i ordi, i que les Pueblo casats per l'església catòlica deixessin les seves esposes i n'agafessin altres amb els ritus natius.
Malgrat les intencions de Popé una vegada expulsats els espanyols, la secada va continuar i les ràtzies d'apatxes i navahos es van incrementar. Popé va ser destituït com a líder al voltant d'un any després de la revolta.

El temor dels avenços francesos a la vall del Mississipi i el seu desig de crear una frontera defensiva contra les tribus nòmades cada vegada més agressives a les seves fronteres del nord van propiciar el retorn espanyol a Nou Mèxic. L'agost de 1692, El governador Diego de Vargas va marxar a Santa Fe amb seixanta soldats, cent soldats indígenes, set canons i un sacerdot franciscà, va arribar a Santa Fe el 13 de setembre, on va prometre als Pueblo clemència i protecció si juraven fidelitat al rei d’Espanya i tornaven a la fe cristiana. Els espanyols finalment van fer que els Pueblo acceptessin la pau i el 14 de setembre de De Vargas va proclamar un acte formal de restitució. Durant el mes següent, de Vargas va visitar altres pobles i va acceptar la seva restitució al domini espanyol. Els anys posteriors de Vargas va mantenir un control cada vegada més sever sobre els cada vegada més desafiants Pueblo, va tornar a Mèxic i va reunir prop de 800 persones, inclosos 100 soldats, i va tornar a Santa Fe el desembre de 1693. No obstant això, aquesta vegada, 70 guerrers Pueblo i 400 familiars es van oposar a la seva entrada. De Vargas i les seves forces van organitzar una ràpida i cruenta recuperació que va concloure amb la rendició i l'execució dels 70 guerrers, i les seves famílies condemnades a deu anys de servitud.
El 1696, els residents de catorze pobles van intentar una segona revolta organitzada, que va començar amb la mort de cinc missioners i trenta-quatre colons, utilitzant armes que els espanyols havien canviat als indígenes al llarg dels anys; La venjança de De Vargas va ser descarnada, exhaustiva i perllongada. Al final del segle, l'última ciutat resistent dels Pueblo s'havia rendit i la reconquesta espanyola era essencialment completa. Molts dels Pueblo, però, van fugir de Nou Mèxic per unir-se als apatxe o navaho o per intentar establir-se de nou a les Grans Planes. Un dels seus assentaments s'ha trobat a Kansas, a El Quartelejo.

## Dirigents revoltats dels Pueblo
- Ku-htihth (Cochiti): Antonio Malacate
- Galisteo (Galisteo): Juan El Tano
- Walatowa (Jemez): Luis Conixu
- Nambé (Nambé): Diego Xenome
- Welai (Picuris): Luis Tupatu (Ciervo Blanco)
- Powhogeh (San Ildefonso): Francisco El Ollito and Nicolas de la Cruz Jonv
- Ohkay (San Juan): Po'pay and Tagu
- San Lazaro: Antonio Bolsas and Cristobal Yope
- Khapo (Santa Clara): Domingo Naranjo and Cajete
- Kewa (Santo Domingo): Alonzo Catiti
- Teotho (Taos): El Saca
- Tehsugeh (Tesuque): Domingo Romero[22]